# Hraběšice
Hraběšice är en ort i Tjeckien.   Den ligger i regionen Olomouc, i den östra delen av landet, 190 km öster om huvudstaden Prag. Hraběšice ligger 536 meter över havet och antalet invånare är 106.
Terrängen runt Hraběšice är kuperad.Runt Hraběšice är det ganska glesbefolkat, med 25 invånare per kvadratkilometer. Närmaste större samhälle är Šumperk, 7,9 km väster om Hraběšice. I omgivningarna runt Hraběšice växer i huvudsak blandskog.